# گروسرادل
گروسرادل (به آلمانی: Großradl) یک منطقهٔ مسکونی در اتریش است که در دویچلندسبرگ واقع شده‌است. گروسرادل ۳۲٫۰۰ کیلومتر مربع مساحت دارد ۵۲۰ متر بالاتر از سطح دریا واقع شده‌است.